# Harter Nunatak
Harter Nunatak är en nunatak i Antarktis. Den ligger i Västantarktis. Chile gör anspråk på området. Toppen på Harter Nunatak är 1 242 meter över havet.
Terrängen runt Harter Nunatak är platt, och sluttar brant österut.  Trakten är obefolkad. Det finns inga samhällen i närheten.